# Gerstungen
Gerstungen ist eine Gemeinde und ein Dorf im Wartburgkreis im Freistaat Thüringen in Deutschland.

## Geografie
Die Gemeinde liegt im Westen des Freistaates Thüringen unmittelbar an der Grenze zu Hessen. Nachbargemeinden im Wartburgkreis sind die Stadt Eisenach im Norden, Wutha-Farnroda und Ruhla im Osten, Bad Salzungen im Südosten und Süden und Werra-Suhl-Tal im Südwesten sowie Wildeck im Landkreis Hersfeld-Rotenburg im Westen und Herleshausen im Werra-Meißner-Kreis im Nordwesten.

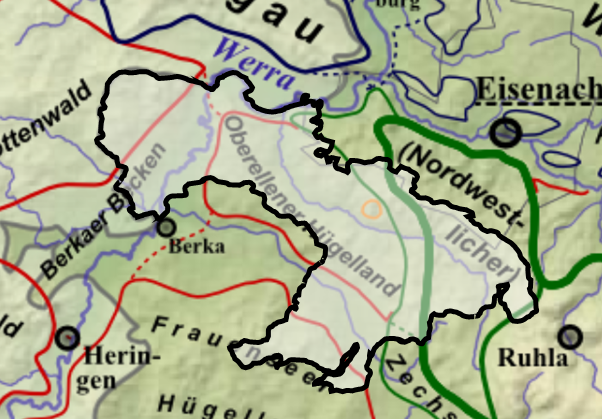
Naturräume Gerstungens

Das Gemeindegebiet erstreckt sich nach dem Handbuch der naturräumlichen Gliederung Deutschlands mit dem Großen Armsberg (459,7 m ü. NN) vom Solzrottenwald (357.21) westlich der Werra (Richelsdorfer Gebirge) bis in den Nordwestlichen Thüringer Wald (391.0) mit dem Hirschstein (463,3 m ü. NN) am Rennsteig. Im Kern erstreckt sich das Gemeindegebiet über das nördliche Berkaer Becken (359.12), das südliche Neustädt-Hörscheler Werratal (359.13), die Suhl-Talung (359.3) um Marksuhl und das gesamte Oberellener Hügelland (359.4), das von der Elte durchflossen wird. Nach der weniger kleinteiligen Gliederung der Naturräume Thüringens liegt das Gemeindegebiet im Wesentlichen in Bad Salzunger Buntsandsteinland (2.7) mit der Werraaue-Gerstungen (6.6) sowie im Nordwestlichen Thüringer Wald (1.3.1) und seinem Zechsteingürtel (7.4).

## Gemeindegliederung

Gemeindegliederung

(Einwohnerzahlen mit Stichtag 31. Dezember 2021)
- Gerstungen (3.142) mit Untersuhl und Lutzberg
- Marksuhl mit Baueshof, Mölmeshof, Josthof und Meileshof (1.177)
- Lauchröden (907)
- Oberellen (810) mit Clausberg, Frommeshof und Hütschhof
- Förtha mit Epichnellen (716)
- Wolfsburg-Unkeroda (708)
- Eckardtshausen mit Wilhelmsthal (497)
- Unterellen (487)
- Burkhardtroda (268)
- Neustädt (247)
- Sallmannshausen (102)
- Lindigshof (80)

## Geschichte

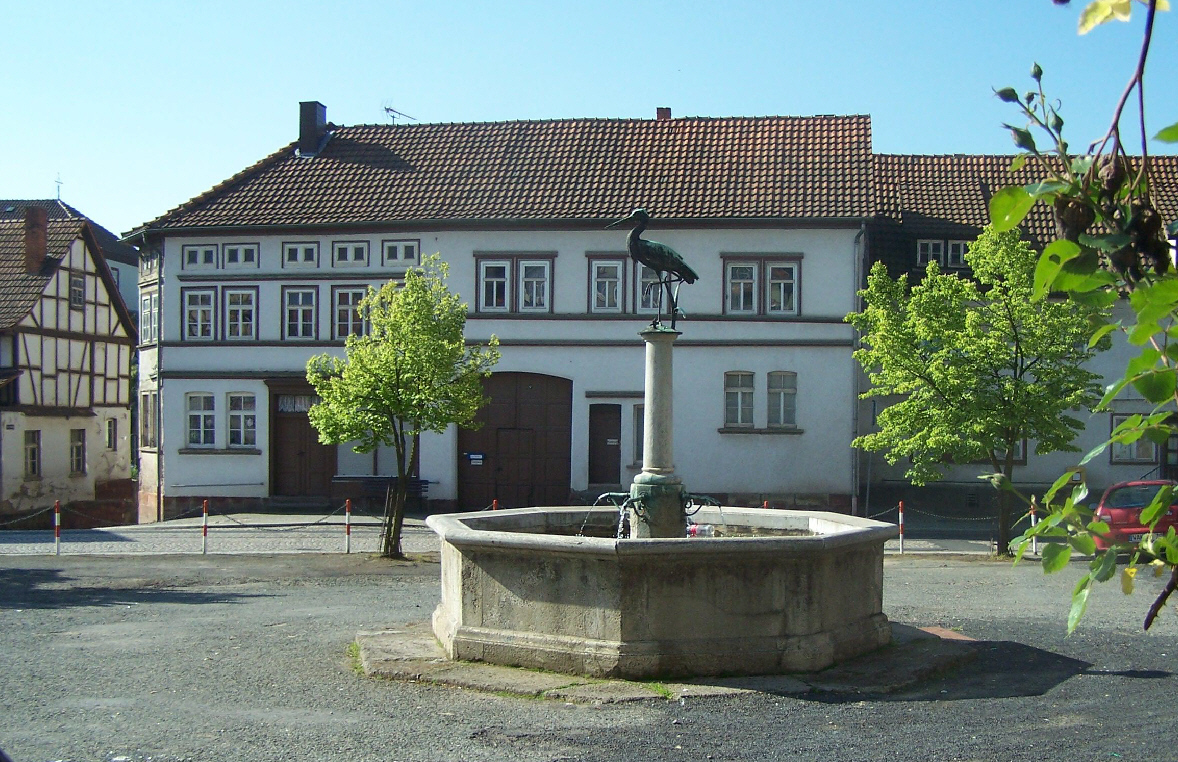
Marktplatz Gerstungen mit Storchenbrunnen

Für die Frühgeschichte liegen keine schriftlichen Nachweise vor. Die Endung -ungen deutet, wie die ähnliche Endung -ingen, auf eine germanische Gründung hin, doch lässt sich diese nicht sicher nachweisen.

### Mittelalter
Eine im Codex Eberhardi, welcher aus dem 12. Jahrhundert stammt, erwähnte Schenkung Gerstungens an das 744 gegründete Kloster Fulda durch den fränkischen Hausmeier Karlmann gilt als erste urkundliche Erwähnung.
Der römisch-deutsche König und spätere Kaiser Heinrich IV. war während des Sachsenkrieges mehrmals in Gerstungen. 1074 fanden hier die Verhandlungen zwischen dem aufständischen sächsischen und thüringischen Adel und dem König statt. Schließlich wurde der Frieden von Gerstungen geschlossen. Der König musste der Zerstörung seiner Burgen in Nordthüringen und im Harz zustimmen. 1174 wurden die Herren von Gerstungen erstmals erwähnt.
Die ehemalige Burg war dreiseitig von Wassergräben geschützt. Mit ihr sicherte man zu dieser Zeit den Werraübergang, eine an der „Kurzen Hessen“ gelegene Furt.
Mitte des 14. Jahrhunderts wurde vom Bistum Fulda das Amt Gerstungen geschaffen, welches ab 1402 pfandweise, letztlich jedoch dauerhaft an die Landgrafen von Thüringen und in deren Folge an das Herzogtum Sachsen-Eisenach ging. Zu ihm gehörten die heutigen Ortsteile Gerstungen, Untersuhl und Neustädt. Die Orte Lauchröden, Sallmannshausen und Unterellen gehörten zum Herrschaftsbereich der benachbarten Brandenburg, sie wurden daher als zum brandenburgische Gerichte zugehörig genannt. Administrativ gehörten die drei Orte wohl zum wettinischen Amt Wartburg (Sachsen-Eisenach). Der Ort Oberellen bildete mit mehreren Höfen eine Exklave des Herzogtums Sachsen-Meiningen.

### Frühe Neuzeit
Infolge eines Brandes musste die Katharinenkirche 1588 erneuert werden, ihr Vorgängerbau an derselben Stelle diente auch als Burgkirche.
Als 1741 Gerstungen an Herzog Ernst August I. von Sachsen-Weimar-Eisenach kam, standen nur noch Vorwerksgebäude der Burg. Die Wasserburg war verfallen. Der neue Landesherr erwarb noch den Knobelsdorfchen Garten und vereinigte ihn mit dem Vorwerk zum Kammergut. Der Marstall wurde vergrößert und der Schlossbau geplant. Die Grundmauern der mittelalterlichen Wasserburg dienten dem Aufbau des Schlosses im 17. und 18. Jahrhundert, das später Sitz des Amtes Gerstungen war und heute Heimatmuseum ist.

### 20. Jahrhundert
Während des Zweiten Weltkrieges mussten 550 sowjetische Kriegsgefangene eim Bau der Autobahnbrücke über das Weihetal Zwangsarbeit verrichten. Weitere 90 Arbeitskräfte waren bei kleineren Firmen und in der Landwirtschaft eingesetzt, 53 Kriegsgefangene wurden nach Oberellen zugewiesen. An 107 Todesopfer der Zwangsarbeit erinnert seit 1977 ein Mahnmal auf dem Friedhof von Untersuhl.
Am 20. Juli 1944 erfolgte ein US-amerikanischer Luftangriff mit 226 Sprengbomben auf den Bahnhof von Gerstungen und seine Umgebung. Unter der Einwohnerschaft gab es elf Tote und mehrere Verletzte. Am Bahnhofsgebäude und an den Gleisanlagen entstand erheblicher Schaden. Unter anderem wurde das Fünffamilien-Beamtenhaus am Schwarzen Weg zerstört.
Am 13. September 1944 stürzte bei Neustädt beim Versuch einer Notlandung ein amerikanischer Bomber vom Typ B-17 „Flying Fortress“ ab. Acht Besatzungsmitglieder kamen bei der Explosion ums Leben, einer konnte sich retten.
Am 27. September 1944 lag das Zentrum der „Luftschlacht von Thüringen“ zwischen den Gemeinden Gerstungen, Herleshausen, Lauchröden und Richelsdorf. Dabei wurden insgesamt 30 viermotorige US-Bomber vom Typ B-24 „Liberator“ abgeschossen, viele stürzten in der Region ab. Auch 29 deutsche Jagdflugzeuge gingen verloren.
Die US-Armee besetzte Gerstungen nach Artilleriebeschuss und Tieffliegerangriffen ohne Widerstand am 1. April 1945. Die meisten Einwohner waren in den Wald oder die übrige Umgebung geflüchtet. Aus dem „Forst“ beschoss eine deutsche Flak-Einheit die Amerikaner beim Übergang über die teilweise gesprengte Werra-Brücke. Acht der bei dem Kampf gefallenen Wehrmachtsoldaten wurden auf dem Gerstunger Friedhof beigesetzt. Die Gräber wurden zur DDR-Zeit in den 1970er Jahren eingeebnet.
Anfang Juli 1945 wurde Gerstungen, wie ganz Thüringen, von den Amerikanern an die Rote Armee übergeben. Damit wurde es Teil der SBZ und 1949 der DDR. Ab 1961 lag Gerstungen im 5-Kilometer-Sperrgebiet an der Zonengrenze.
Der Bahnhof Gerstungen war von 1963 bis 1990 der drittgrößte Grenzbahnhof der DDR. Er wurde ab 1961 vom Rangier- zum Kontrollbahnhof ausgebaut, einschließlich von Gleissperren. Im September 1961 hatte das ZK der SED die Anweisung zum Bau der Reichsbahn-Ausweichstrecke Gerstungen–Förtha (13 km) erteilt, damit nicht mehr der Thüringer Zipfel mit Fluchtmöglichkeit für DDR-Bürger durchfahren werden musste.

### Eingemeindungen
Untersuhl wurde am 1. Januar 1960 eingemeindet. Neustädt und Sallmannshausen folgten am 8. März 1994. Am 16. März 2004 wurden die ehemals selbständigen Orte Lauchröden, Oberellen und Unterellen eingemeindet. Am 6. Juli 2018 wurden die Gemeinden Marksuhl und Wolfsburg-Unkeroda eingemeindet. Durch die Fusion mit den Gemeinden Marksuhl und Wolfsburg-Unkeroda ist Gerstungen die flächengrößte und mit rund 9000 Einwohnern einwohnerreichste Gemeinde Thüringens ohne Stadtrecht.

### Einwohnerentwicklung
Entwicklung der Einwohnerzahl: Datenquelle: ab 1994 Thüringer Landesamt für Statistik – Werte vom 31. Dezember
| - 1994: 4.019 - 1995: 4.042 - 1996: 4.057 - 1997: 4.054 - 1998: 3.957 - 1999: 3.910 - 2000: 3.911 - 2001: 3.885 | - 2002: 3.859 - 2003: 3.863 - 2004: 6.344 - 2005: 6.324 - 2006: 6.290 - 2007: 6.194 - 2008: 6.114 - 2009: 6.077 | - 2010: 6.033 - 2011: 6.003 - 2012: 5.872 - 2013: 5.829 - 2014: 5.856 - 2015: 5.896 - 2016: 5.815 - 2017: 5.763 | - 2018: 9.165 2 - 2019: 9.100 - 2020: 9.034 - 2021: 9.026 - 2022: 9.011 - 2023: 8.915 |

## Politik

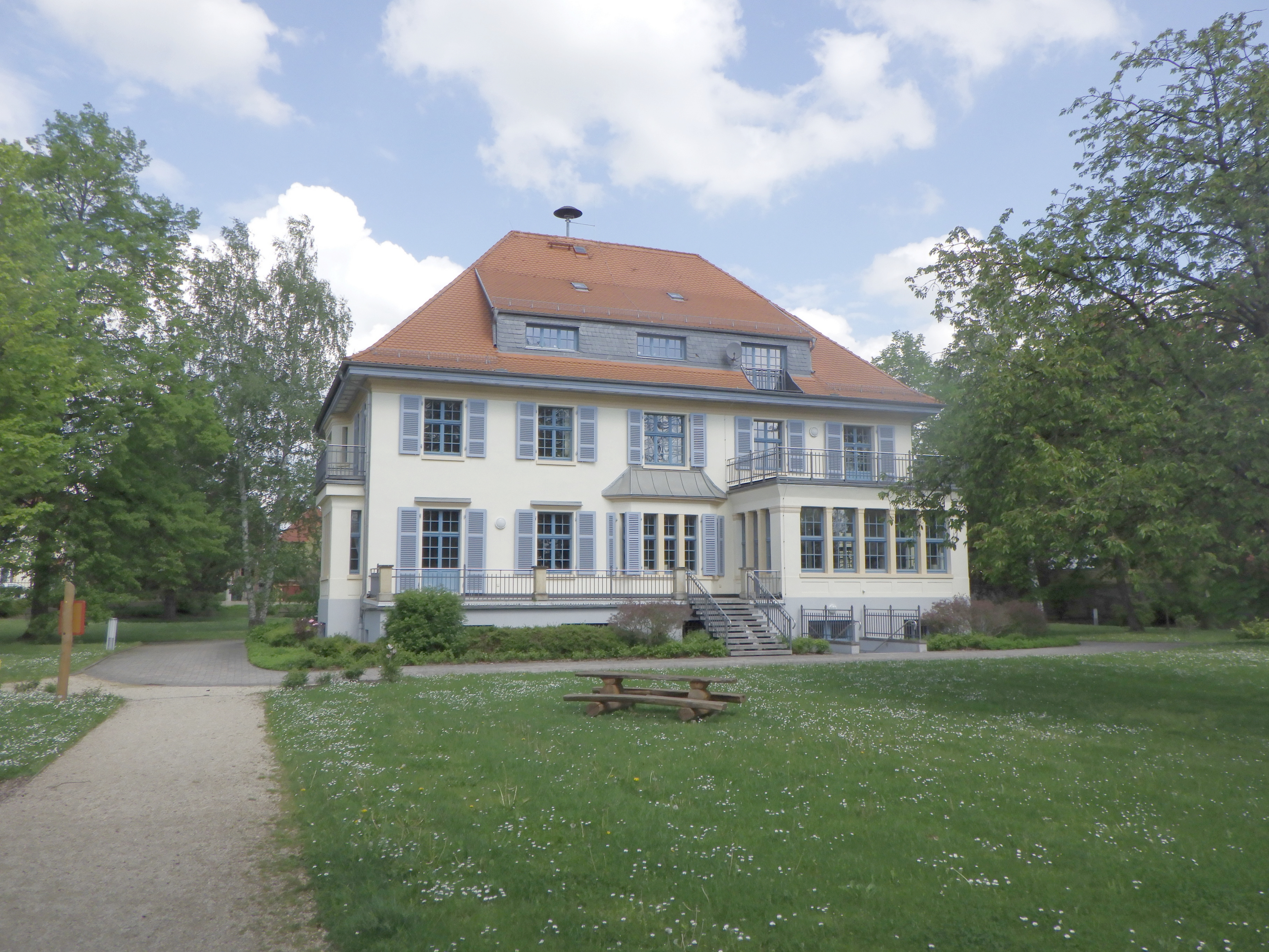
Das Rathaus in Gerstungen

### Gemeinderat
Der Gemeinderat in Gerstungen setzt sich nach den Kommunalwahlen in Thüringen 2024 aus 20 Ratsmitgliedern zusammen:
- CDU: 8 Sitze
- Wählergemeinschaft Bürger für die Gemeinde: 5 Sitze
- Liste für alternative Demokratie: 1 Sitz
- Wählergemeinschaft Bürger für Vernunft: 1 Sitz
- Wählergemeinschaft Pro 12: 5 Sitze

(Stand: Kommunalwahl am 26. Mai 2024)
Nach der Eingemeindung der Gemeinden Marksuhl und Wolfsburg-Unkeroda im Juli 2018 wurde ein Übergangsgemeinderat gebildet, dem 32 Mandatsträger angehörten. Dieser bestand bis zur Gemeinderatswahl 2019.

### Bürgermeister
Bei der Bürgermeisterwahl am 10. April 2022 konnte sich weder die Amtsinhaberin Sylvia Hartung (SPD/FW, 40,4 %) noch die beiden Herausforderer Denny Schmidt (FDP, 20,2 %) und Tim Rommert (Bürger für die Gemeinde, 39,4 %) durchsetzen. In der Stichwahl setzte sich Tim Rommert mit 54,5 % zu 45,5 % gegen Sylvia Hartung durch. Ende Oktober 2023 gab Rommert seinen Rücktritt zum Ende des Jahres öffentlich bekannt. In der Neuwahl am 25. Februar 2024 wurde Daniel Steffan (CDU) mit 70,4 Prozent der Stimmen zum Gerstunger Bürgermeister gewählt.

### Wappen
| Gemeindewappen von Gerstungen | Blasonierung: „Auf grünem Grund einen silbernen Storch mit roten Beinen und rotem Schnabel in einem goldenen Nest im Schildfuß stehend, im Schnabel eine goldene, abwärtshängende Ähre haltend, links oben begleitet von einem silbernen schrägrechten, zweimal geteilten Wellenbalken, im Eck darüber ein sechsstrahliger goldener Stern.“ |
| Gemeindewappen von Gerstungen | Wappenbegründung: Das teilweise redende Bild ist seit dem 18. Jahrhundert in den Siegeln der Gemeinde zu finden. Das Gerstunger Wappentier – der Storch – nistet von alters her in Gerstungen auf dem Schloss. Außerdem symbolisiert er die typische Pflanzen-Tier-Gemeinschaft (Flussniederung mit Lachen). Der Halm im Schnabel des Vogels ist Gerste, diese ist im Ortsnamen enthalten und wird, seitdem hier Ackerbau betrieben wird, angebaut. Stroh steht für das Storchennest auf dem Schloss; der grüne Grund symbolisiert die Werraniederung und das Wellenband die Werra – das Wellenband soll die Ortsteile Neustädt und Sallmannshausen vertreten. Im Jahr 2004 wurde dem bisherigen Wappen der Gemeinde Gerstungen ein sechsstrahliger Stern hinzuzufügt, der die sechs Ortsteile symbolisieren soll. |

### Flagge
Die Flagge der Gemeinde Gerstungen ist weiß mit grünen Flanken und trägt das Gemeindewappen.

### Dienstsiegel
Das Dienstsiegel trägt die Umschrift im oberen Halbbogen „WARTBURGKREIS“, im unteren Halbbogen „Gemeinde Gerstungen“ und zeigt das Gemeindewappen.

### Gemeindepartnerschaft
- Breitenau am Hochlantsch (Steiermark in Österreich)

## Wirtschaft und Infrastruktur

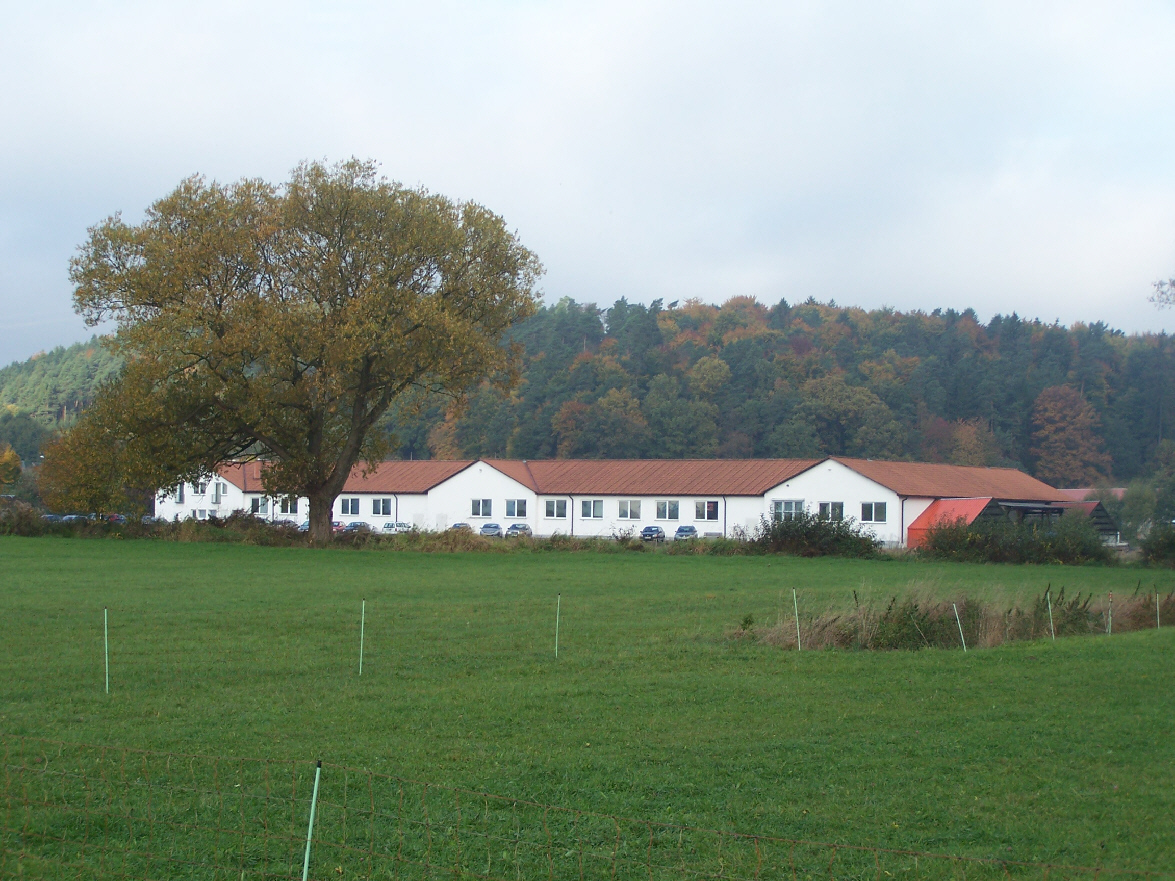
Gewerbegebiet Unterellen

### Gewerbegebiete
In Gerstungen gibt es Betriebe der Metall verarbeitenden Industrie, der Herstellung von Baustoffen und Kunststofferzeugnissen, der Holzverarbeitung, elektrotechnische Teilefertigung und Dienstleistungsbetriebe. Die ae group ag, ein Zulieferer für die Automobilindustrie, hat ihre Firmenzentrale in Gerstungen. Im Kernort Gerstungen, als wichtigstem Gewerbestandort, gibt es fünf Gewerbegebiete und ein Industriegebiet. Ein sechstes Gewerbegebiet ist in Planung. Das größte Gewerbegebiet Oberhalb der Bahn mit einer Gesamtfläche von etwa 24 Hektar liegt am nordwestlichen Ortsrand von Gerstungen, das Gewerbegebiet Auf der Höhe mit einer Gesamtfläche von 11,2 Hektar befindet sich am westlichen Ortsrand von Untersuhl.
Im Ortsteil Unterellen befindet sich das Gewerbegebiet Auf der Aue sowie ein größerer landwirtschaftlicher Betrieb. Im 20,48 Hektar großen Gewerbegebiet Im Meilesfelde am östlichen Ortsrand von Marksuhl haben sich international agierende Unternehmen des Maschinenbaus und der Metallverarbeitung angesiedelt. Zu diesen zählen die Hirschvogel Automotive Group mit zwei Werken zur Aluminiumumformung (Hirschvogel Eisenach und Hirschvogel Aluminium) und der Sondermaschinenbauer Ruhlamat, der zur Mack Holding gehört.

### Schienenverkehr

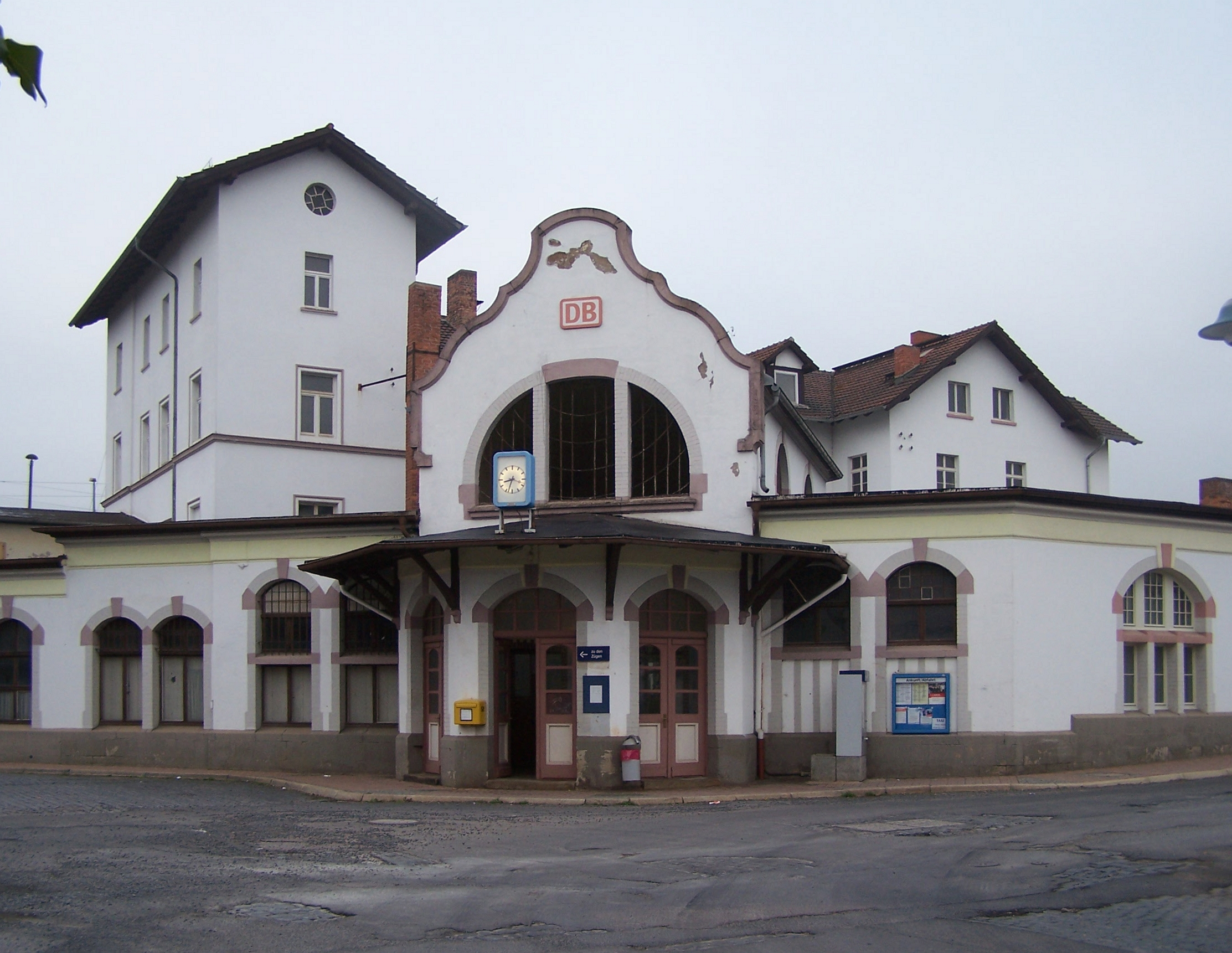
Empfangsgebäude des Bahnhofs Gerstungen

Auf dem Gebiet der Gemeinde Gerstungen liegen drei Bahnstationen: Gerstungen, Marksuhl und Förtha (Kr Eisenach).
Der Bahnhof Gerstungen war früher innerdeutscher Grenzbahnhof an der Bahnstrecke Halle–Bebra.
Bis der Grenzbahnhof 1990 seine Funktion verlor, verfügte dieser über mehr als 25 Gleise, mehrere überdachte Bahnsteige sowie ein Bahnbetriebswerk mit drei Lokschuppen und Wasserturm.
Seit Dezember 2006 befährt die Cantus Verkehrsgesellschaft die Regionallinie RB 6 (Eisenach–Gerstungen–Bebra).
In den Ortsteilen Förtha und Marksuhl befinden sich Bahnhöfe an der Strecke Bahnstrecke Eisenach–Lichtenfels. Der Regionalverkehr zu diesen Stationen wird von der Süd-Thüringen-Bahn bedient.

### Straßenverkehr
Gerstungen liegt an der Bundesautobahn 4 (Kirchheim–Dresden) mit einer nach dem Ort benannten Anschlussstelle. Wegen der innerdeutschen Grenze und der infolge der Grenzziehung unvollendeten Talbrücken bei Wommen und Untersuhl konnte der Verkehr in dem als Thüringer Zipfel bezeichneten Abschnitt erst Anfang der 1990er Jahre aufgenommen werden. Zuvor wurde auf hessischer Seite die B 400 als Umfahrung genutzt. Das Gemeindegebiet wird bei Marksuhl und Förtha von der Bundesstraße 84 durchschnitten. Im äußersten Osten des Gemeindegebietes bei Wilhelmsthal verläuft die Bundesstraße 19.
Buslinien verschiedener Unternehmen verbinden Gerstungen und seine Ortsteile mit den benachbarten Gemeinden sowie mit Bad Salzungen und Eisenach.

### Wasser und Abwasser
Die Gemeinde Gerstungen versorgt mit seinen Gemeindewerken die Einwohner der Gemeinde mit Trinkwasser und auch die Abwasserbeseitigung wird von der Gemeinde durch die Gemeindewerke wahrgenommen. Durch Beitritt der Gemeinde Wolfsburg-Unkeroda war die Gemeinde zeitweilig Mitglied im Zweckverband „Horschlitter Mulde“, den man aber innerhalb von 3 Monaten nach Eingliederung durch Sonderkündigungsrecht verließ.

## Sehenswürdigkeiten
- Ruine Brandenburg bei Lauchröden

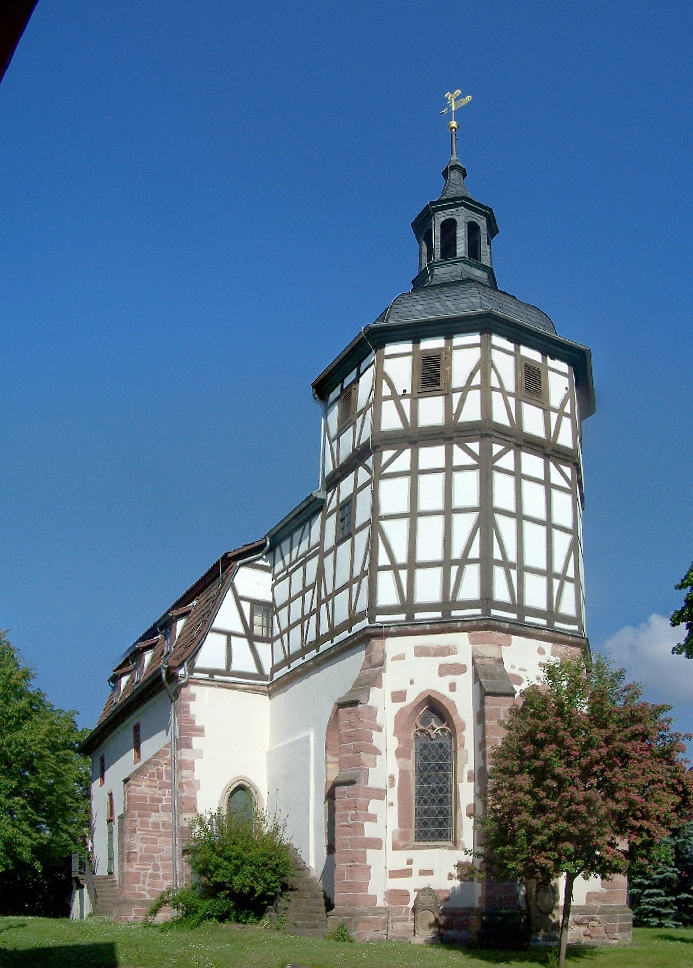
Katharinenkirchen

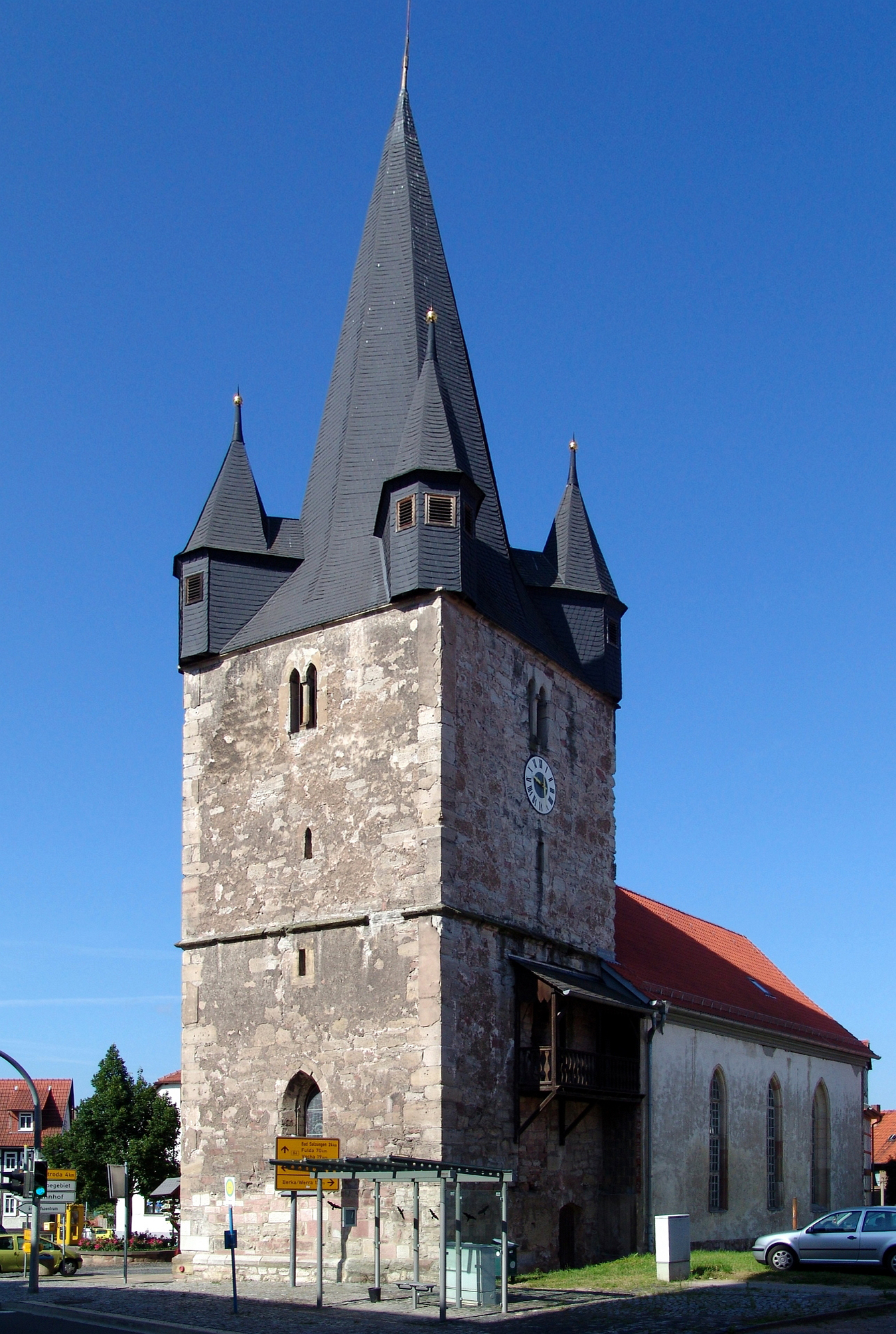
Kirche St. Hubertus Marksuhl

- Schloss Gerstungen mit dem Werratalmuseum und Storchennest
- die Katharinenkirche ist die evangelische Pfarrkirche
- die Rundkirche Untersuhl
- die Katholische Kirche
- das Gerstunger Rathaus mit Parkanlage
- der Gerstunger Marktplatz mit dem Storchenbrunnen
- der Limpertstein, ein uraltes Denkmal, nach der Sage gilt es einem erschlagenen Bediensteten der nahen Ruine Brandenburg
- der sagenumwobene Mühlvaltenstein am nördlichen Ortsrand
- das Kohlbachshäuschen – eine historische Jagdhütte im Gerstunger Forst.
- der Böller – durch das ausgedehnte Waldgebiet im Osten verläuft der Sallmannshäuser Rennsteig, am Südrand befindet sich der einsam gelegene Ortsteil Lutzberg
- der historische Ziehbrunnen im Gerstunger Ortsteil Neustädt
- der Schweddrich, eine ungewöhnliche Fischfangeinrichtung an der Mühle im Gerstunger Ortsteil Sallmannshausen
- Schloss Marksuhl, erbaut in den Jahren 1587 bis 1591 von Fürst Johann Ernst
- Kirche St. Hubertus, erbaut 1454
- Schloss Wilhelmsthal, ehemalige Sommerresidenz der Herzöge von Sachsen-Weimar, mit Park von Eduard Petzold

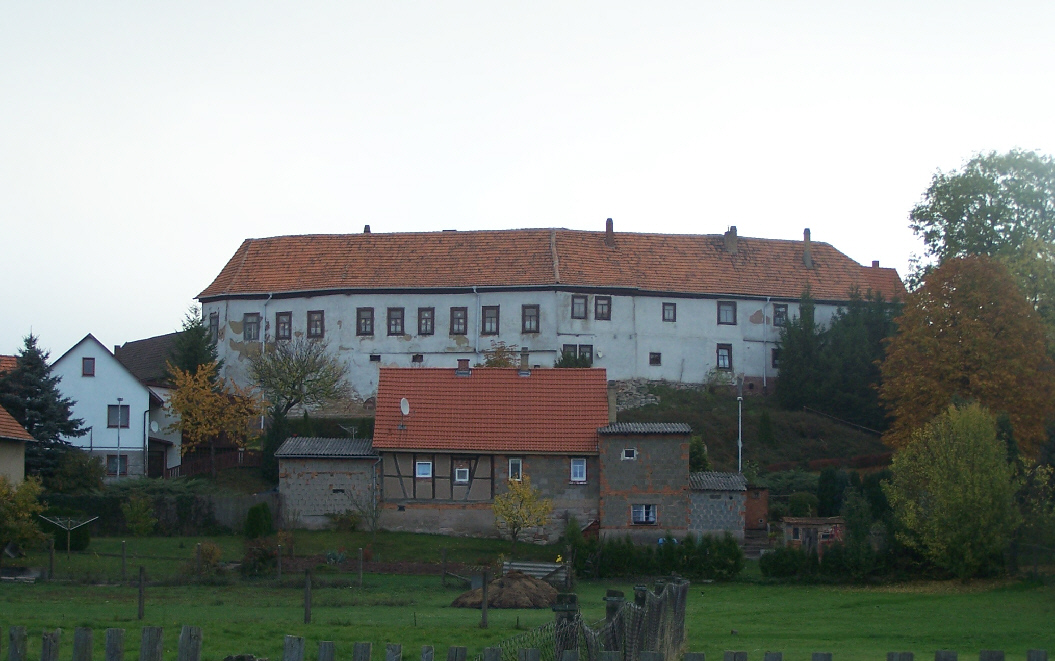
Schloss von Unterellen
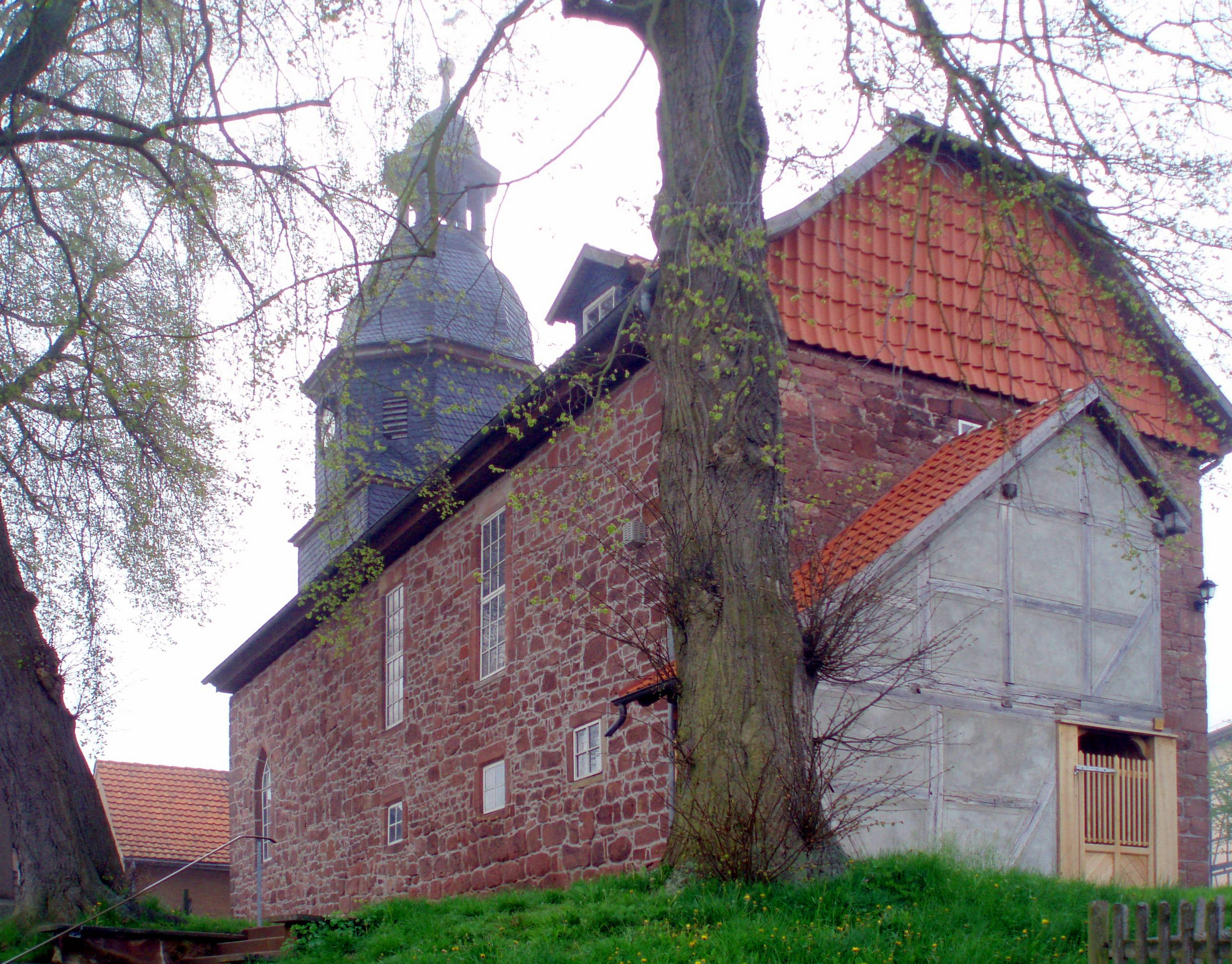
Kirche Sallmannshausen
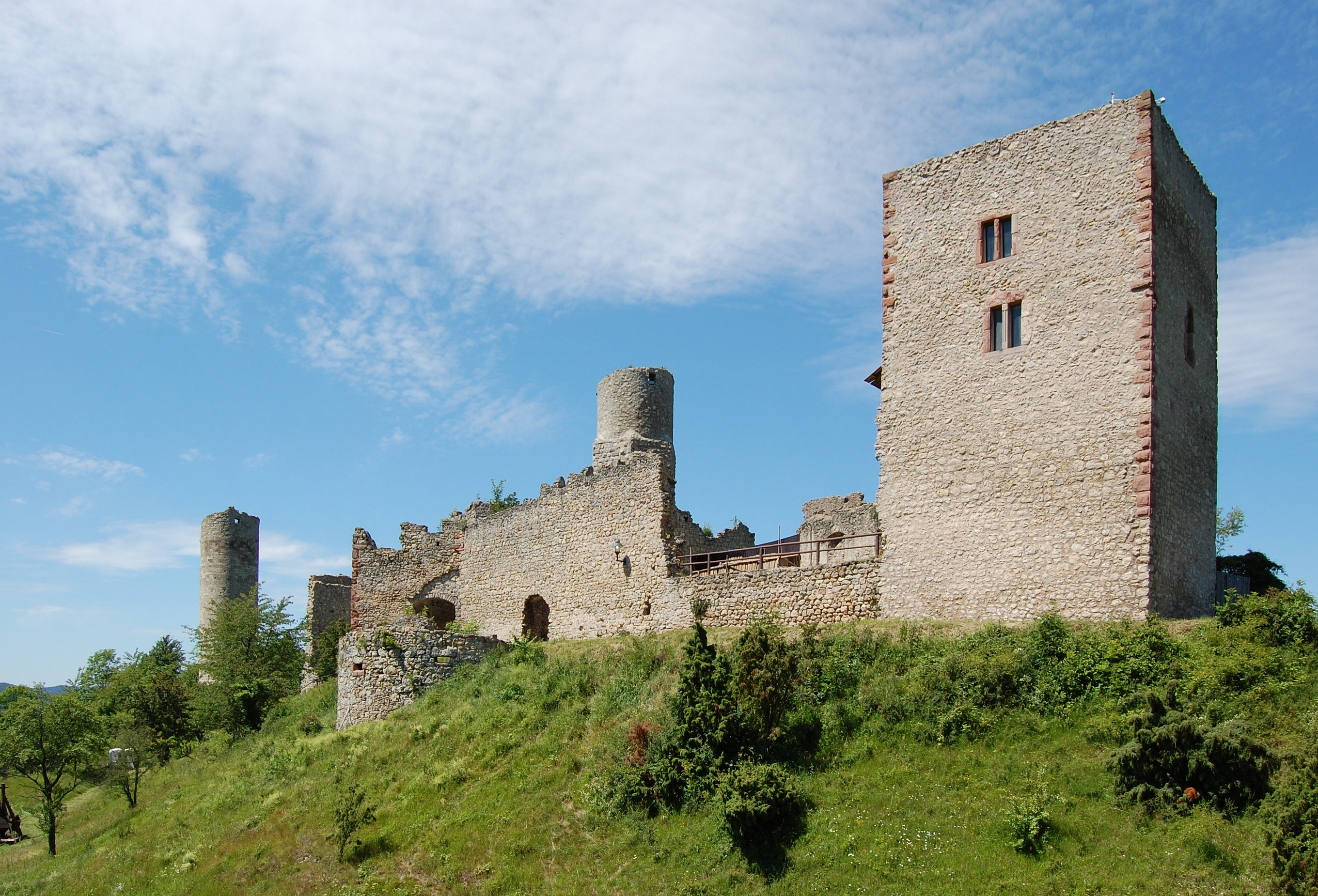
Lauchröden, Brandenburg
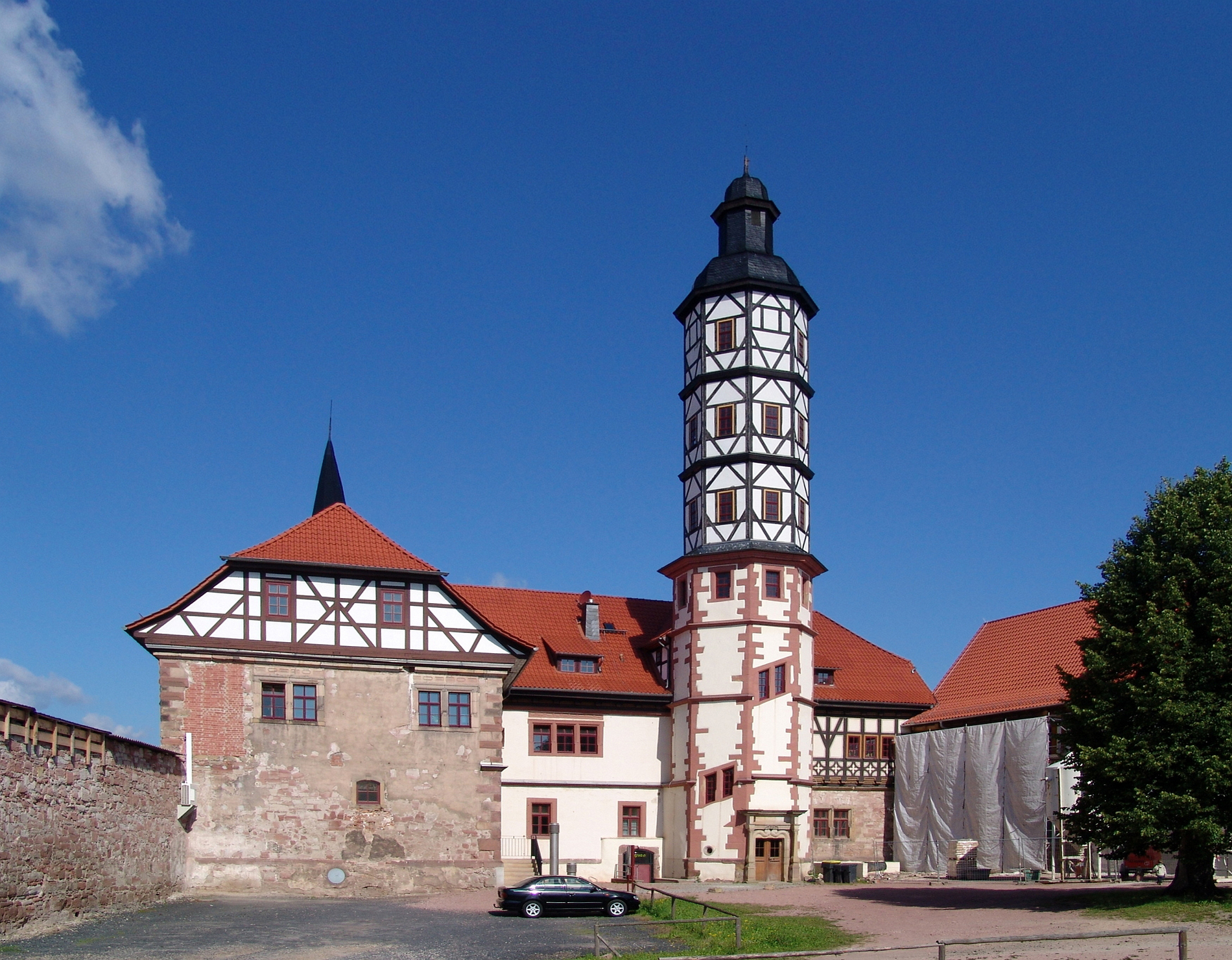
Renaissanceschloss Marksuhl (1581–1591 erbaut)
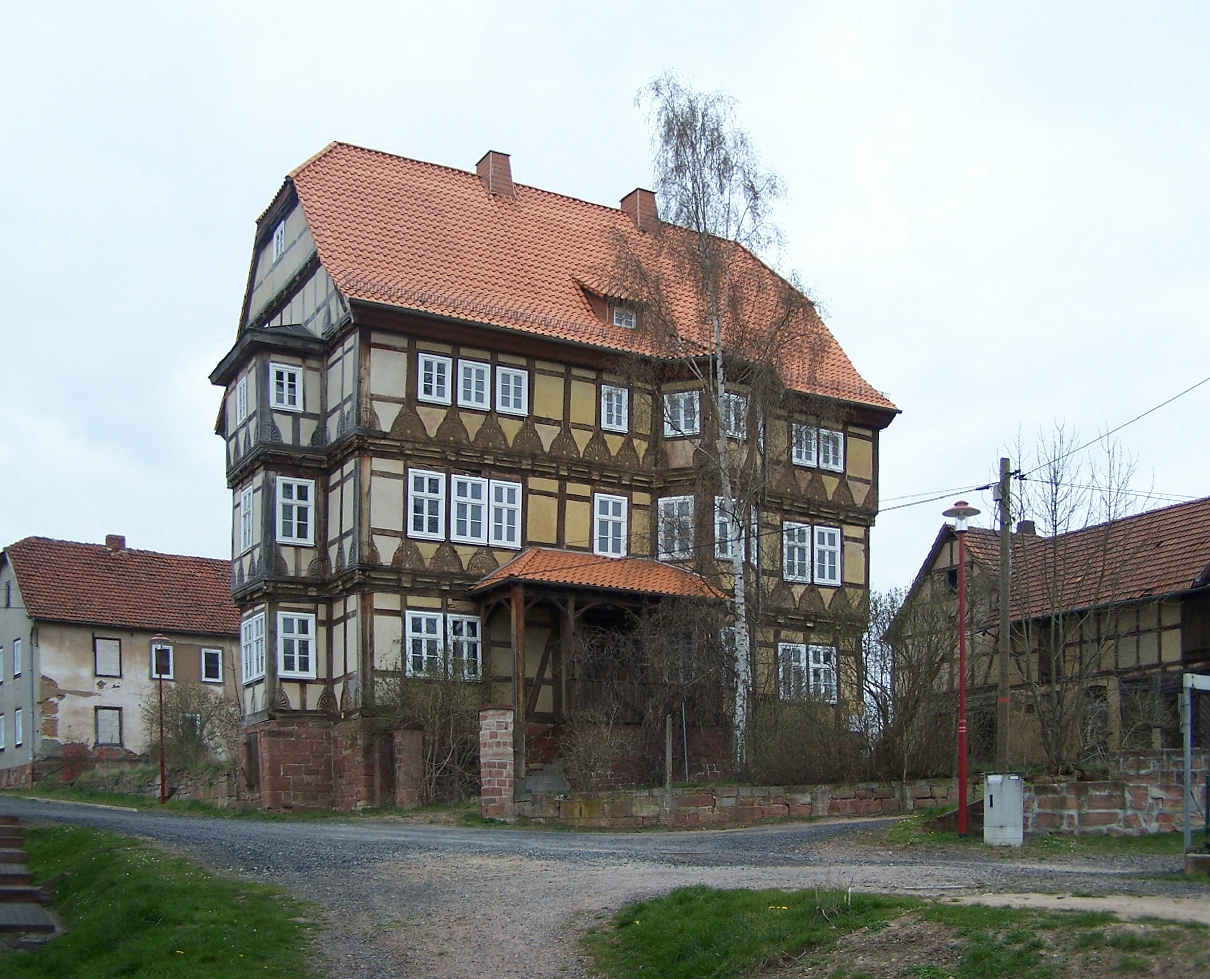
Witzlebener Hof

## Naturschutzgebiet Kohlbachtal
Das Naturschutzgebiet Kohlbachtal befindet sich etwa einen Kilometer westlich der Ortslage Gerstungen. Das über vier Kilometer entlang des Kohlbachs sich erstreckende Gebiet ist ein sehr artenreicher und vielfältiger Lebensraum. 1997 wurde das Gebiet wissenschaftlich untersucht. Zu den dominierenden Pflanzengesellschaften gehören der Erlen-Auwald, Röhrichte und Großseggenriede. Mit Unterstützung des Forstamtes Gerstungen-Marksuhl gelang es binnen kurzer Zeit Randbereiche der Fichtenmonokultur des Wirtschaftswaldes wieder zu renaturieren. Entlang des Hauptwanderweges finden sich zahlreiche Rastplätze und Informationstafeln. Das Kohlbachtal mit dem Kohlbach-Born und dem Jagdhaus Kohlbach ist eines der beliebtesten Naherholungsgebiete der Gerstunger. Der BUND, Kreisverband Wartburgkreis und Stadt Eisenach wies das Gebiet als Biotop des Monats August 2001 aus.

## Söhne und Töchter des Ortes
- Friedrich Moritz Stapff (1836–1895), Geologe
- Gotthard Böttger (1893–1949), Ingenieur
- Liesel Herbach (1912–1986), Malerin und Zeichnerin, Heimatforscherin
- Manfred Häckel (1927–1972), Literaturwissenschaftler, Herausgeber und Literaturkritiker
- Wilfrid Bach (1936–2015), Geograph und Klimatologe
- Peter Schmidt (1939–1999), Geowissenschaftler und Bibliothekar
- Heino Apel (* 1942), Bildungs-, Entwicklungs- und Umweltökonom
- Ernst Kranz (* 1950), Politiker (SPD), Bundestagsabgeordneter 2002–2009
- Reinhold Brunner (* 1961), Archivar und Historiker

Weitere Personen, die vor Ort gewirkt haben
- Johann Gottfried Heinrich Schulze (1809–1875), Pfarrer und Superintendent
- Hermann Otto Stölten (1896–1928), Pfarrer, Heimatforscher und Gründer des Fremden- und Verschönerungsvereins sowie der höheren Schule